# Papiro Oxirrinco 110
El Papiro Oxirrinco 110 también llamado P. Oxy. 110 o P. Oxy. I 110 es un manuscrito sobre una invitación a cenar. El manuscrito fue escrito en papiro en el siglo segundo, en forma de una hoja. En la actualidad se encuentra en el Colegio Eton, Berkshire, Inglaterra.

## Documento
El documento es una invitación formal de Chaeremon a una persona no identificada, para la asistencia a una cena en el Serapeum. Las mediciones del fragmento son 44 por 63 mm.
Fue descubierto por Bernard Pyne Grenfell y Arthur Surridge Hunt en 1897, en Oxirrinco, Egipto. El texto fue publicado por Grenfell y Hunt en 1898.